# Soulyman Allouch
Soulyman Allouch, né le 26 janvier 2002 à Amsterdam aux Pays-Bas, est un footballeur néerlando-marocain, qui évolue au poste d'attaquant au Sabail FK.

## Biographie
Soulyman Allouch naît à Amsterdam au sein d'une famille marocaine.
En 2017, il est renvoyé de l'académie de l'Ajax Amsterdam pour des faits illégaux intervenus en dehors du football et de l'école,. L'AZ Alkmaar le récupère et relance le footballeur dans son académie. 

### En équipe nationale
Avec les moins de 17 ans, il inscrit un but contre la Suède en octobre 2018, lors des éliminatoires de l'Euro des moins de 17 ans. Il participe ensuite à la phase finale du championnat d'Europe des moins de 17 ans en 2019. Il joue cinq matchs lors de cette compétition, où il évolue en tant qu'ailier droit. Les néerlandais remportent le tournoi en battant l'Italie en finale sur le score de 4-2.

## Palmarès

### En sélection
- Vainqueur du championnat d'Europe des moins de 17 ans en 2019 avec l'équipe des Pays-Bas des moins de 17 ans